# アンプル

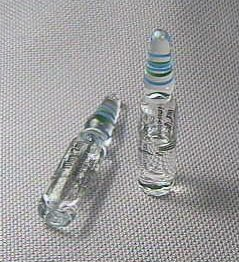
医薬品を保管するアンプル

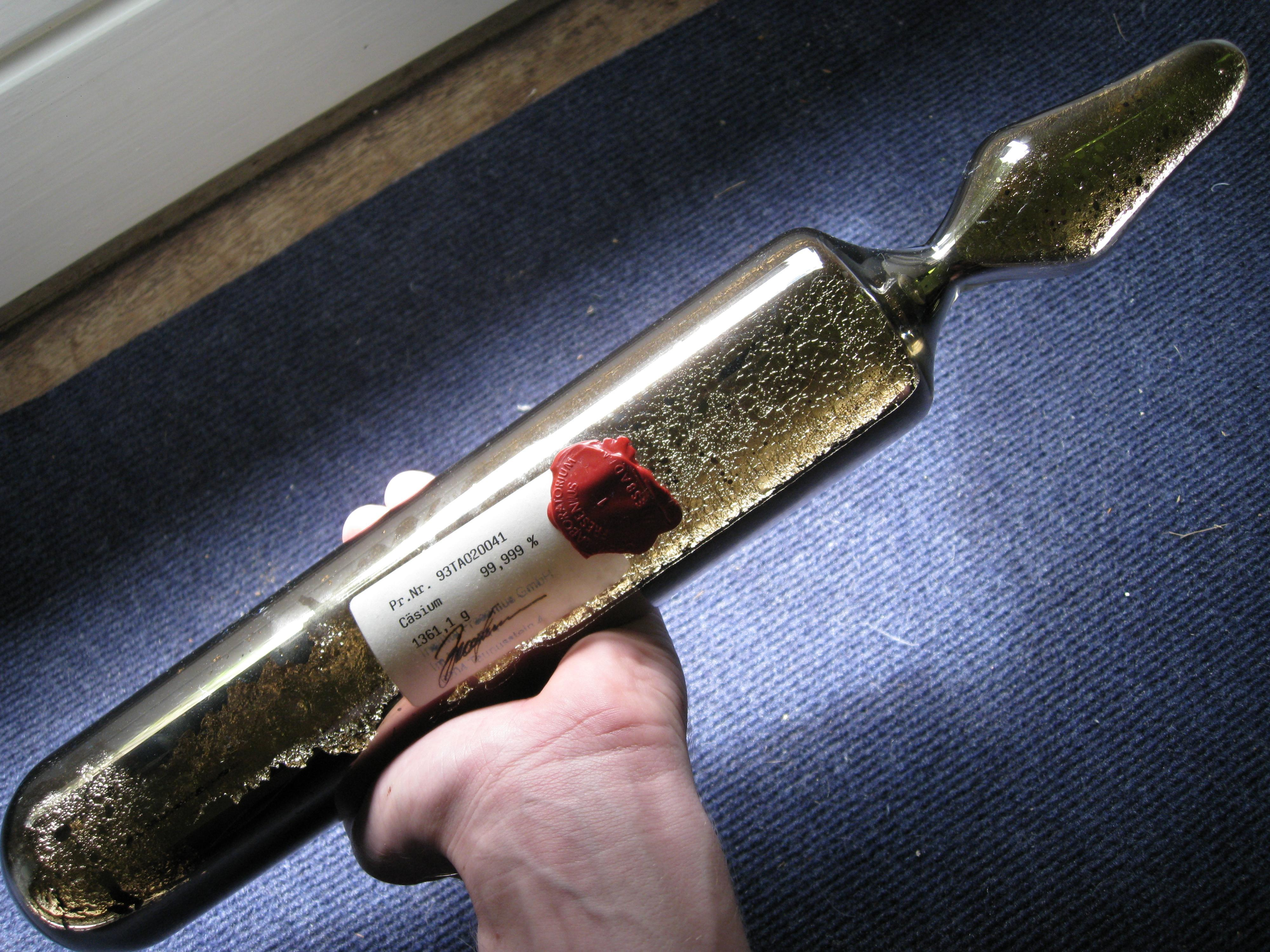
1.4 kgの高純度セシウムが入った大きなアンプル。

アンプル（ampoule、またはampul、ampuleとも）は、固体や液体、気体のサンプルを封入して保存するために使用される、密閉されたガラス製のバイアル（小瓶）である。
アンプルの最も一般的な使用例は、空気や汚染物質から保護しなければならない医薬品や化学物質の保管である。サンプルを入れたアンプルは、薄い上部を直火で溶かすことによって密閉され、通常は首を折ることで開封する。薬剤の上の空間は、密封する前に不活性ガスで満たされることがある。ガラスアンプルの壁は通常、グローブボックスの中に難なく持ち込める程度の強度を持っている。
ガラスアンプルは、ボトルや他の単純な容器よりも高価であるが、ガスや液体に対する優れた不浸透性があり、すべての内面がガラスであるという点で、費用に見合う効果を発揮する場面も多い。アンプルで販売されている薬品の例としては、注射用医薬品、テトラキス(トリフェニルホスフィン)パラジウム(0)のような空気に敏感な試薬、重水素化溶媒やトリフルオロメタンスルホン酸のような吸湿性物質、分析用標準物質などがある。
アンプルは加圧したり、空気を抜いたり、アンプル内の空気を他のガス（多くの場合不活性ガス）に置き換える場合もある。第18族元素の貴ガス（半減期が4日未満の放射性物質であるラドンを除く）など、特殊な形状のガラスアンプルは気体元素のサンプルに対して長きにわたって用いられている。例えば、放射性医薬品であるキセノン133はガラスアンプルに包装されていることが多く、また高圧下で液化されたフッ素および塩素を入れる特殊な厚肉の石英アンプルや蛍石アンプルなどがある。  
テフロンアンプルは、高濃度フッ化水素酸用のテフロン容器の概念に基づいて、ガラスと反応することで、腐食・発火を引き起こしたり、サンプル自体が汚染・腐食されたりする化学物質や、金属容器を腐食・分解する物質を保管するために開発された。        
ヒドロモルフォンやオキシモルフォンのような多くの14-ジヒドロモルフィノンオピオイドや各種の銀塩をはじめとする感光性化学物質を補完するアンプルには、スモークガラスや、紫外線などの光をフィルタリングするよう化学物質が添加されたガラスが使用されているか、上面および底面が不透明（通常は不透明な塗料で塗装されている）で残りの部分が厚い紙で覆われている。

## 歴史的なアンプル

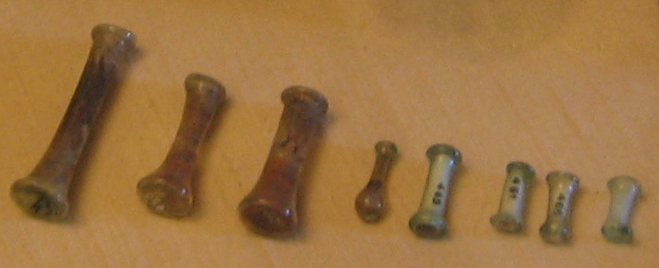
古代のアンプルのコレクション

歴史的には、アンプルは死後に人の血液の少量のサンプルを入れるために使用され、多くのキリスト教の地下墓地ではアンプルと一緒に埋葬されていた。もともとは殉教者だけがこの埋葬処理を受けたと信じられていたが、広く行われていた伝統と考えられている。

### サンジェンナーロ
305年に作られたと言われているアンプルは、ベネヴェントの司教である聖ヤヌアリウス（San Gennaro）の血液で満たされており、何世紀にもわたってナポリ大聖堂に保管されている。毎年9月19日、街はサン・ジェンナーロ祭を祝う。この時、アンプルは金庫から取り出した後、行列で運ばれ、大聖堂の祭壇に置かれた後、赤褐色の固い内容物を液化する。

### サント・アンプル

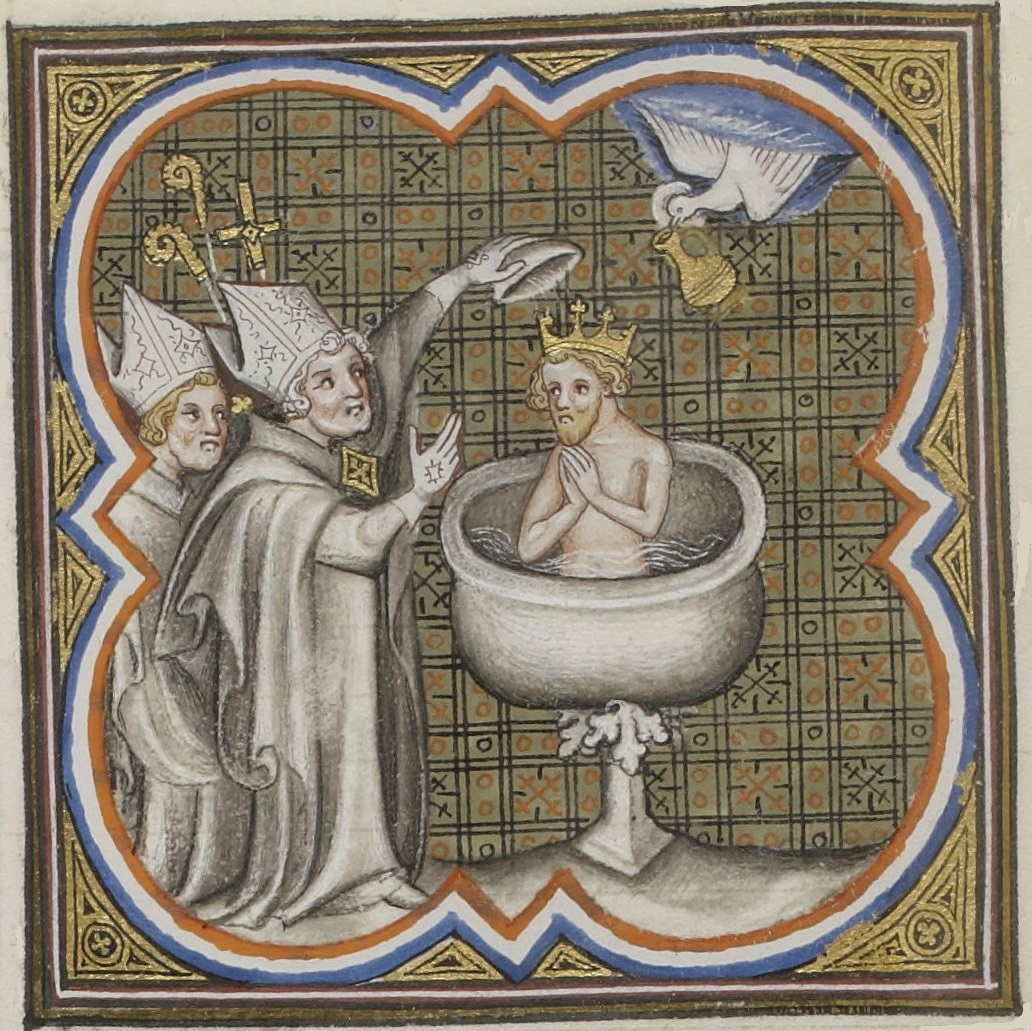
聖霊はクロヴィス1世の洗礼のために聖アンプルをもたらす。

もう一つの有名なアンプルは、フランス君主たちの戴冠式のための聖油を保管していた聖アンプル（Sainte Ampoule）である。この油はクローヴィス1世の時代から伝わったとされ、しばらくは聖レミギウスの墓に、後にランスのノートルダム大聖堂に保管された。シャルル10世の戴冠式で使用された。

## 製作と使用法

### 製作
現代のガラスアンプルは、短い長さのガラス管から工業的に生産され、自動化された生産ラインでガストーチと重力を利用して加熱して成形される。品質管理には通常、コンピュータビジョン技術が採用されている。

### アンプルコード

色分けされたネックリングを示すアンプルの斜視図。

アンプルには、アンプル内の物質を識別するための色付のペイントまたはエナメルの輪が付いていることがよくある。この輪は機械で読み取ることができ、保管、ラベル付け、二次包装などの目的で物質を正確に取り扱うことができる。
最近のアンプルの色分けは、製造工程で行われている。2つのオーブンの間にある機械でアンプルに色付リングを施す。

### 充填
アンプルの充填と封入は、工業規模では自動化された機械によって行われ、小規模な産業や実験室では手作業で行われる場合もある。アンプル充填機は、自動機、半自動機、手動（手操作）機と呼ばれる3つに分類される。
ブランクアンプルは、科学ガラスメーカーから購入し、小型のガストーチで封入することができる。
不活性雰囲気下での封入にはシュレンクラインを使用することもある。アンプル内に液体を充填する前後に窒素ガス置換して、アンプル内の空気を除去する方法がある。

### 開封方法

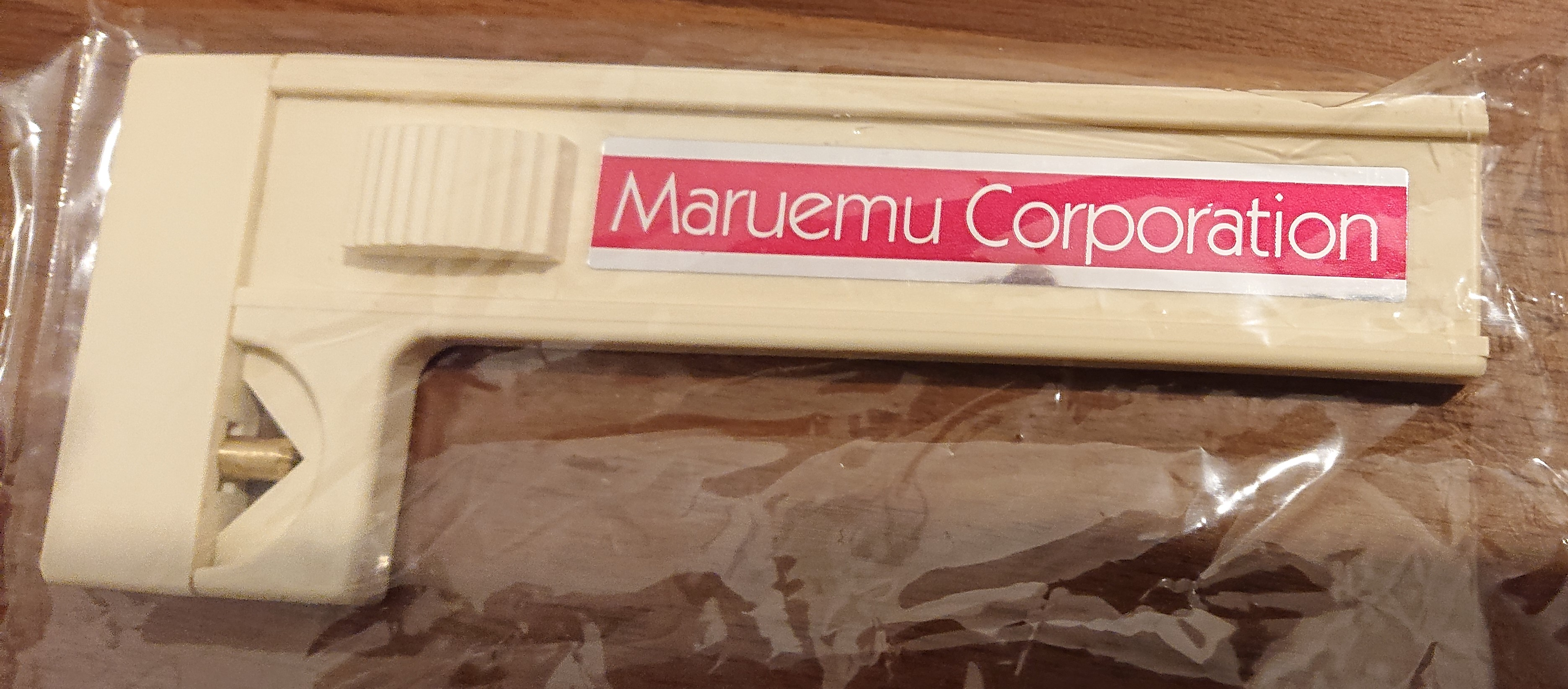
アンプルを開封するために首部に傷をつけるアンプルカッター。「ワンポイントカットアンプル」の場合は不用

アンプルは、首にひっかき傷を付け、トップを折ることで開封する。この際アンプルカッターを用いる。「ワンポイントカット」（OPC）アンプルでは、首の上のドットが正しい親指の位置を示しており（図を参照）、親指をアンプル内のあらかじめ作成されたカット線に合わせる。
この最後の操作が適切に行われていれば、余分なガラス片や破片を残さずにきれいに割れるが、液体や溶液をフィルターでろ過してより確実にできる。

### 汚染の懸念
ガラス粒子の汚染は現在も懸念されており、病院での治療中の静脈内投与など、非経口的に薬剤を投与される患者は、薬剤を吸引する際にガラス粒子が混入するリスクが高くなる。2016年、180アンプルによる研究では、吸引された液体中に19,473個のガラス微粒子が検出されたが、フィルターを使用した場合、アンプルあたりの平均粒子数は114個から89個に減少しただけであった。アンプルのガラス粒子汚染は、すべての静脈内注射方法で発生した。

## その他の用途
アンプルは、低周波RFIDタグの容器として一般的に使用されている。これらは、主に識別のために動物にタグを付けるために使用される。

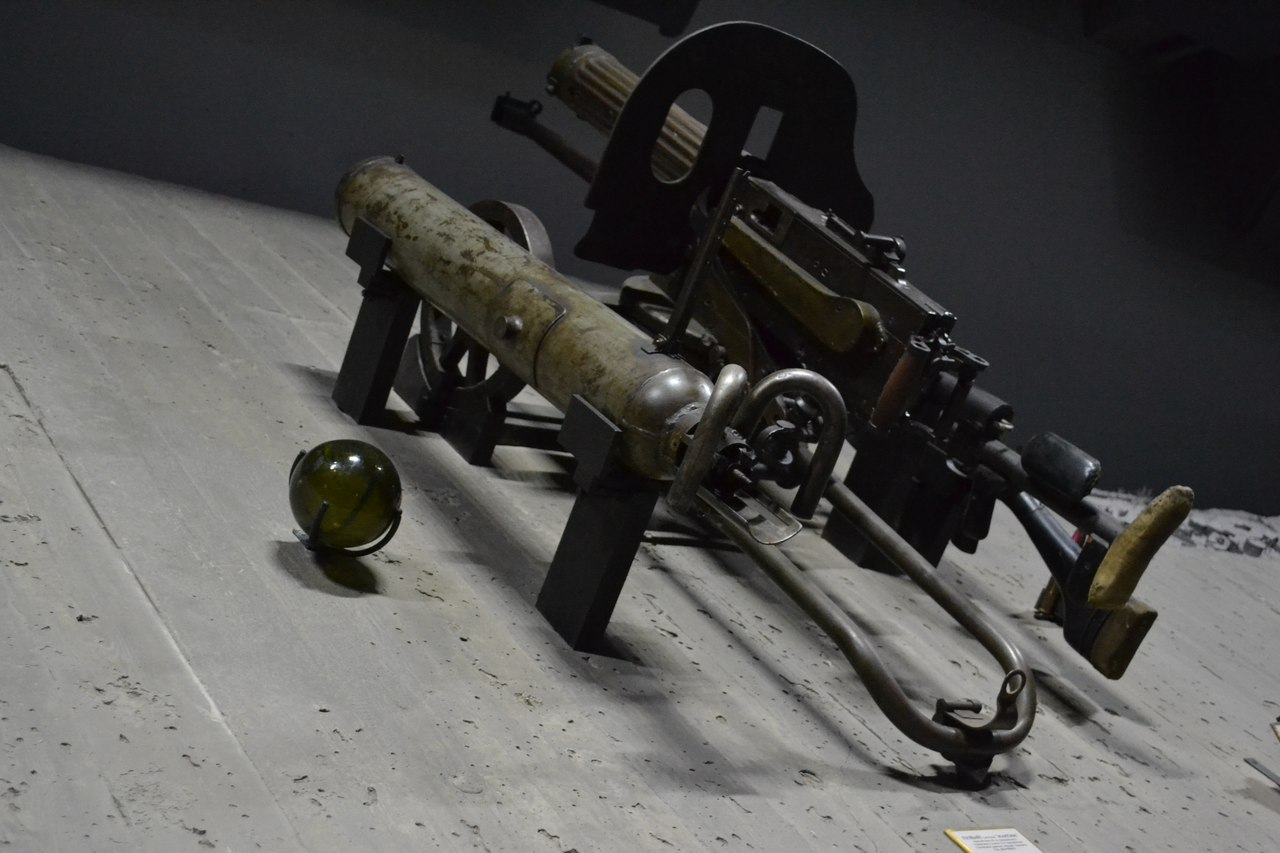
スターリングラード戦博物館で展示されるアンプロメット。手前のガラス球が投射用アンプル。

## 参照項目
- バイアル - 医薬品を保管するボトル
- Ampulla - 古代ローマで神聖な目的のために使われたガラス容器
- アンプロメット（英語版） - ソ連軍が1941年から1942年にかけて運用した兵器で、焼夷剤を詰めたガラス容器を短距離投射する。